# Punani
Punani, auch Punanai (Tamil புனானை) ist eine Siedlung im überwiegend von Tamilen bewohnten Osten Sri Lankas im Distrikt Batticaloa.
Punani liegt an der Nationalstraße A 11 und an der Bahnlinie zwischen Batticaloa und Polonnaruwa nahe der Grenze der jeweiligen Distrikte, wenige Kilometer östlich von Welikanda.

## Bürgerkrieg
Der direkt nördlich angrenzende Trincomalee-Distrikt wurde in weiten Teilen von der LTTE kontrolliert. Im Ort befand sich ein Auffanglager der sri-lankischen Armee (SLA), das eingerichtet wurde, um die tamilische Zivilbevölkerung aus der nördlich gelegenen Region um Vakarai aufzunehmen, das in dem bis Mai 2009 andauernden Bürgerkrieg zum Konfliktgebiet gehörte.
Im Dezember 2006 flüchteten nach Armeeangaben täglich 1500–2000 Tamilen, aufgefordert von der Armee, in die Auffanglager von Punani und anderen Orten der Umgebung. Zuvor wurde im Juli 2006 Artilleriebeschuss vom Armeestützpunkt Punani in Richtung Vakaneri gemeldet, das etwa 10 Kilometer östlich an der Küste gelegen ist. Beobachtern zufolge war der Armee an einem ungestörten Operationsgebiet im Kampf gegen die LTTE gelegen, von der Armee wurde der Missbrauch der Zivilbevölkerung durch die LTTE als menschliche Schutzschilde angeklagt. Anschläge beider Parteien im Bereich Punani gab es auch zuvor.
Nach Angaben einer Hilfsorganisation kehrten im März 2007 mehrere hundert Flüchtlinge aus Punani in die Region Vakaneri zurück. Im April 2008 gab es im gesamten Batticaloa-Distrikt aber noch 21.201 Binnenflüchtlinge.
Die wegen eines Führungsstreits 2004 mit der LTTE zerstrittene dritte Kampfpartei waren die Karuna-Rebellen, die ebenfalls für Anschläge in der Region Welikanda-Punani verantwortlich waren.

## Leopard

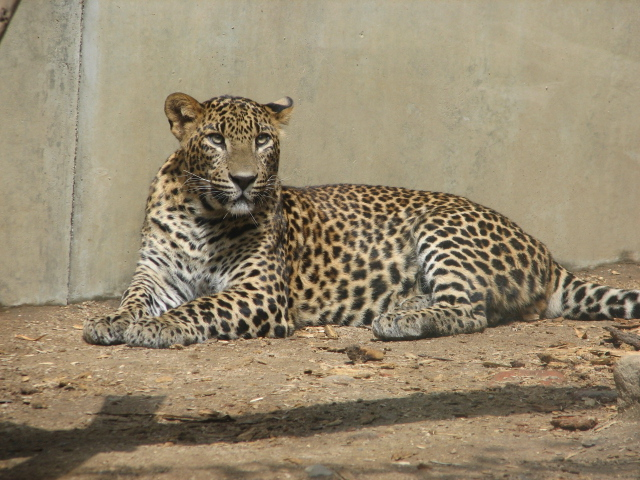
Sri-Lanka-Leopard: Panthera pardus kotiya

Punani kam zu trauriger Berühmtheit durch einen menschenfressenden Leoparden, dem 1924 mindestens 12 Menschen zum Opfer fielen, bevor er erschossen werden konnte.
Einst landesweit verbreitet, gibt es möglicherweise nur noch wenige hundert Leoparden der Unterart Panthera p. kotiya in geschützten und abgelegenen Gebieten im Norden und Osten und in Nationalparks. Im 19. Jahrhundert muss es eine große Zahl Leoparden in Sri Lanka gegeben haben. Allein zwischen 1872 und 1899 wurden offiziell 8473 Tiere erlegt, für die eine Belohnung bezahlt wurde. Um 1900, als noch rund die Hälfte des Landes mit Wald bedeckt war, wurde die Zahl der Leoparden auf 1660 geschätzt. Zu den Gründen, warum wildlebende Leoparden in Sri Lanka heute vom Aussterben bedroht sind, zählen der Rückgang der natürlichen Waldgebiete, illegale Jagd nach dem Fell und der Einsatz von Pestiziden in der Landwirtschaft, die sich in der Nahrungskette anreichern.
Leoparden werden nur in Ausnahmefällen zu Menschenfressern. Gründe mögen Alter oder der Verlust von Zähnen sein, wodurch das Ergreifen der üblichen Beute eingeschränkt wird.